# 原爆犠牲ヒロシマの碑
原爆犠牲ヒロシマの碑（げんばくぎせいひろしまのひ）は、広島県広島市の広島平和記念公園内にある石碑。

## 概要
広島県高校生平和ゼミナールによる被爆瓦保存活動の一環として、1982年（昭和57年）8月5日に建立された。
広島県高校生平和ゼミナールは、『第二の原爆の子の像建設運動』と位置づけて、その石碑を建立した。
幅3m・高さ1.5m・奥行き0.7mの石碑。石碑の上にはブロンズ像。石碑内には原爆瓦が埋め込まれている。石碑には当時高校生だった被爆二世の原案を元にした碑文が刻まれている。
2014年（平成26年）には、2001年の芸予地震で破損した石碑の修復も行われた。

## 歴史
1977年（昭和52年）7月、広島電機大学付属高校社研クラブによる元安川での被爆瓦を掘り出す作業が運動の始まり。その後、1978年（昭和53年）2月に広島の高校生たちにより『広島県高校生平和ゼミナール』が設立。
平和ゼミナールが活動を開始した1977年（昭和52年）頃は、元安川には広島市への原子爆弾投下で散らばった原爆瓦が川底に多く埋まっていた。
その後、1981年（昭和56年）2月11日の新聞で、広島市は原爆投下時に散乱したレンガや瓦を、建設省（現国土交通省）太田川土木事務所の許可を得て清掃する方針を表明。平和ゼミナールは、同日中に川底の調査研究と、それまで整備を早急に行わないように申し入れ。広島市との調整は平行線に終わり、それ以降瓦を掘る運動はさかんになり、同年4月には幼稚園児から高校生まで参加する活動に発展。5月31日には、市民・被爆二世、さらには修学旅行生たちも参加するようになっていた。
1981年（昭和56年）7月には、市民の間からも保存の声が出始めるようになった。
当初は、瓦の保存、ましてや碑の建設に否定的だった市も態度を変化させていき、1981年（昭和56年）10月に碑の建設が決定。
1981年（昭和56年）12月には1回目の募金活動を実施。1983年（昭和58年）1月10日までに3,400万円近くを集めた。
活動開始時には10枚の原爆瓦を掘り出しただけだったが、平和ゼミの100回の活動で約7000枚の原爆瓦を発掘した。掘り出された瓦は原爆体験伝承教材として活用された。

### 補足
1. 1 2 3  広島市への原子爆弾投下で被爆した瓦のこと。表面が溶けガラス状の粒が発生[4]。2000度のカスバーナーの火を数秒当てる再現実験で同様の瓦が再現されている[5]。そのような瓦は、爆心地から1km圏内で確認されている[6]